# Trichophyton tonsurans
Trichophyton tonsurans är en svampart som beskrevs av Malmsten 1848. Trichophyton tonsurans ingår i släktet Trichophyton och familjen Arthrodermataceae.  Utöver nominatformen finns också underarten sulfureum.